# Spanish Springs
Spanish Springs és una concentració de població designada pel cens dels Estats Units a l'estat de Nevada. Segons el cens del 2000 tenia 9.018 habitants.

## Demografia
Segons el cens del 2000, Spanish Springs tenia 9.018 habitants, 3.014 habitatges, i 2.532 famílies La densitat de població era de 58,49 habitants per km².
Dels 3.014 habitatges en un 47,4% hi vivien nens de menys de 18 anys, en un 75,2% hi vivien parelles casades, en un 5,0% dones solteres, i en un 16,0% no eren unitats familiars. En el 9,6% dels habitatges hi vivien persones soles l'1,1% de les quals corresponia a persones de 65 anys o més que vivien soles. El nombre mitjà de persones vivint en cada habitatge era de 2,99 i el nombre mitjà de persones que vivien en cada família era de 3,20.
Per edats la població es repartia de la següent manera: un 31,4% tenia menys de 18 anys, un 4,4% entre 18 i 24, un 36,9% entre 25 i 44, un 22,7% de 45 a 64 i un 4,6% 65 anys o més.
L'edat mediana era de 34,9 anys. Per cada 100 dones hi havia 104,3 homes. Per cada 100 dones de 18 o més anys hi havia 102,26 homes.
La renda mediana per habitatge era de 69.451 $ i la renda mediana per família de 72.026 $. Els homes tenien una renda mediana de 46.711 $ mentre que les dones 32.853 $. La renda per capita de la població era de 26.908 $. Aproximadament el 2,2% de les famílies i el 3,5% de la població estaven per davall del llindar de pobresa.

## Poblacions més properes
El següent diagrama mostra les poblacions més properes.